# Zughajr Dżazira
Zughajr Dżazira (arab. زغير جزيرة) – miejscowość w Syrii, w muhafazie Dajr az-Zaur. W 2004 roku liczyła 4734 mieszkańców.